# Besiana Kadare
Besiana Kadare (Tirana, 1972.) je albanska diplomatkinja, potpredsjednica Opće skupštine Ujedinjenih naroda za njezino 75. zasjedanje i veleposlanica Albanije na Kubi. Bila je kao izvanredna i opunomoćena veleposlanica, stalna predstavnica Albanije u Ujedinjenim narodima. Albanija će sjediti u Vijeću sigurnosti UN-a s dvogodišnjim mandatom, 2022. – 2023. Prije toga je od 2011. do 2016. bila izvanredna i opunomoćena veleposlanica Albanije i stalna izaslanica u Organizaciji Ujedinjenih naroda za obrazovanje, znanost i kulturu (UNESCO) u Parizu.

## Rani život i obrazovanje
Kadare je kći pisaca Helene Kadare i Ismaila Kadarea.
Ona ima magisterij iz moderne i komparativne književnosti te diplomu specijaliziranog visokog studija iz moderne specijalizirane književnosti sa Sveučilišta Sorbonne Paris-IV u Parizu, Francuska.

## Karijera

### Rana karijera
Radila je kao prvi tajnik u stalnoj misiji Albanije Ujedinjenim narodima u New Yorku od 2002. do 2005. Vratila se u Albaniju 2005. kako bi radila s Američkom agencijom za međunarodni razvoj (USAID).
Godine 2008. Kadare je radila u Veleposlanstvu Albanije u Francuskoj.
Između 2011. i 2016. radila je kao izvanredna i opunomoćena veleposlanica Albanije i stalna izaslanica pri Organizaciji Ujedinjenih naroda za obrazovanje, znanost i kulturu (UNESCO) u Parizu.

### Stalni predstavnik Albanije u Ujedinjenim narodima
Kadare je 30. lipnja 2016. predala svoje vjerodajnice glavnom tajniku UN-a Ban Ki-moonu i od tada je izvanredna i opunomoćena veleposlanica, stalna predstavnica Albanije pri Ujedinjenim narodima u New Yorku. Ona je prva žena veleposlanica Albanije u UN-u, u 65 godina članstva te zemlje u UN-u. Imenovana je da istovremeno služi i kao veleposlanica Albanije na Kubi.
U listopadu 2017. pozvala je države članice da pojačaju svoju predanost potpunoj integraciji žena u svoju agendu za mir i sigurnost.
Godine 2018. Albanija s većinskim muslimanskim stanovništvom bila je domaćin događaja u Ujedinjenim narodima s Italijom s većinskim katoličkim stanovništvom i Izraelom s većinskim židovskim stanovništvom na kojem se prvi put slavio prijevod Talmuda na talijanski jezik. Veleposlanica Kadare je rekla: "Projekti poput prijevoda Babilonskog Talmuda otvaraju novi put u međukulturalnom i međuvjerskom dijalogu, donoseći nadu i razumijevanje među ljude, prave alate za borbu protiv predrasuda, stereotipnog razmišljanja i diskriminacije. Čineći to, mislimo da jačamo naše društvene tradicije, mir, stabilnost — i također se suprotstavljamo nasilnim ekstremističkim tendencijama.”
U siječnju 2019. Kadare je u ime Albanije zajedno sa Svjetskim židovskim kongresom i Odjelom za globalne komunikacije Ujedinjenih naroda bila domaćin događaja na temu "Priča o čovječanstvu: spašavanje Židova u Albaniji". Iznijela je primjedbe u Ujedinjenim narodima na brifingu pod naslovom "Sjećanje na holokaust: zahtijevajte i branite svoja ljudska prava", obilježavajući Međunarodni dan sjećanja na holokaust i osvrćući se na genocid nad šest milijuna europskih Židova tijekom Drugog svjetskog rata i malo poznatu evidenciju o Albancima tijekom holokausta u Albaniji koji je prihvatio tisuće Židova koji bi inače završili u nacističkim logorima smrti.
U prosincu 2019. je odluku o dodjeli Nobelove nagrade za književnost za 2019. austrijskom piscu Peteru Handkeu, koji se naširoko smatra poricateljem genocida, nazvala "sramotnom", rekavši da bi to trebalo zauvijek trebala proganjati Nobelovu zakladu.
Albanija je 11. lipnja 2021. izglasana na dvogodišnji mandat, 2022. – 2023. kao jedna od petnaest članica Vijeća sigurnosti UN-a. Kadare je rekla da će prioriteti Albanije u Vijeću sigurnosti uključivati fokus na žene, mir i sigurnost, promicanje ljudskih prava i međunarodnog prava, sprječavanje sukoba, zaštitu civila, suzbijanje nasilnog ekstremizma, rješavanje klimatskih promjena i njihovih veza sa sigurnošću te jačanje multilateralizma i međunarodnog poretka temeljenog na pravilima. Tweetala je zahvalila je svim zemljama koje Albaniji povjerile ovu veliku odgovornost".

#### Potpredsjednica Opće skupštine Ujedinjenih naroda
U lipnju 2020. Besiana Kadare je izabrana za potpredsjednika Opće skupštine Ujedinjenih naroda na njenom 75. zasjedanju.

## Ostale pozicije
- Ured Ujedinjenih naroda za projektne usluge (UNOPS), potpredsjednica Izvršnog odbora[20]
- Populacijski fond Ujedinjenih naroda (UNFPA), potpredsjednica Izvršnog odbora[21]

## Vanjske poveznice
- Permanent Mission of the Republic of Albania to the United Nations
- "Statement by H.E. Ms. Besiana Kadare, Permanent Representative of the Republic of Albania to the UN, at the Security Council Open Debate on 'Women, Peace and Security,'" 8. studenoga 2019.
- "Opening Remarks by H.E. Ambassador Besiana Kadare at the Informal Interaction with the three rapporteurs of Human Rights Council resolution 38/18 on 'the contribution of the Human Rights Council to the prevention of human rights violations,'" 14. lipnja 2019.
- "Intervention by H.E. Ms. Besiana Kadare, Permanent Representative of the Republic of Albania to the UN, at the Annual Session 2019 of the Executive Board of the UNDP/UNPF/UNOPS, in the capacity of the Vice President of the Executive Board," 14. lipnja 2019.
- "Statement by H.E. Ms. Besiana Kadare, Permanent Representative of the Republic of Albania to the UN, at the event 'UN pooled financing: trends, innovation, results and the way forward'", 23. svibnja 2019.
- "Statement by H.E. Ms. Besiana Kadare, Permanent Representative of the Republic of Albania to the UN, at the 2019 ECOSOC Operational Activities Segment," 23. svibnja 2019.
- "Statement by H.E. Ms. Besiana Kadare, Permanent Representative of the Republic of Albania to the UN, at the Security Council Open Debate on 'Women and Peace and Security: sexual violence in conflict'", 23. travnja 2019.
- "Statement by H.E. Ms. Besiana Kadare, Permanent Representative of the Republic of Albania to the UN, at the first regular session 2019 of the Executive Board of the UNDP/UNFPA/UNOPS, in the capacity of the Vice President of the Executive Board," 21. siječnja 2019.